# Herbert Jones
Pour les articles homonymes, voir Jones.
Herbert "Herb" Keyshawn Jones, né le 6 octobre 1998 à Northport en Alabama, est un joueur américain de basket-ball évoluant au poste d'ailier. Il mesure 1,98 m.

## Biographie

### Carrière junior

#### Au lycée
Herbert Jones a commencé à jouer au basketball comme élève de septième année à la Sunshine High School de Newbern dans l'Alabama, où son père était entraîneur-chef. Il a joué aux côtés de son frère aîné, Walter Jr., et a aidé son équipe à atteindre la finale de classe 1A en 2015, avant la fermeture de l’école. Pour sa saison junior, Jones a été transféré à la Hale County High School à Moundville, toujours dans l'Alabama, avec son père, qui venait d'être nommé entraîneur adjoint. En tant que senior, il a obtenu en moyenne 16,6 points, 8,2 rebonds et 4 passes décisives, ce qui lui a valu le titre de joueur de l’année de classe 4A. Jones a mené Hale County au championnat d’État 4A, son tout premier titre d’État. Il s’est engagé à jouer au basket-ball universitaire pour l’Alabama plutôt qu’aux offres d’Auburn, de Georgia, de Georgia Tech et de Florida.

#### En universitaire
Herbert Jones joue pour le Crimson Tide de l'Alabama.
En première année dans l’Alabama, Herbert Jones a obtenu en moyenne 4,2 points et 3,5 rebonds par match. Il est retenu dans la seconde équipe Southeastern Conference coaches All-SEC avec son coéquipier Donta Hall.
En deuxième saison, il a obtenu en moyenne 6,4 points et 3,5 rebonds par match. Le 29 janvier 2020, lors d’un match contre LSU, Jones a subi une fracture du poignet gauche et a subi une intervention chirurgicale trois jours plus tard. Il est retourné à la compétition le 12 février en portant un plâtre au poignet. Lors de ce match, après trois jours, Jones a enregistré 6 points et 17 rebonds dans une victoire de 88 à 82 contre LSU. En fin de match, il a fait deux lancers francs en utilisant seulement sa main droite, en raison de sa blessure.
En tant que junior, Jones a obtenu en moyenne 7,9 points, 6,4 rebonds et 2,3 passes décisives par match et a été sélectionné dans l’équipe Sud-Est de la Conférence (SEC). Il s'est déclaré pour la draft 2020 de la NBA avant de se retirer et de retourner au collège.

### Carrière professionnelle
Herbert Jones est drafté en 35e position lors de la draft 2021 de la NBA par les Pelicans de La Nouvelle-Orléans.

#### Pelicans de La Nouvelle-Orléans (depuis 2021)
Herbert Jones participe à la NBA Summer League 2021 avec les Pelicans. À l'issue d'une prometteuse Summer League où il a tourné à 7,8 points et 3,8 rebonds en 21,7 minutes en moyenne par match, il signe le second plus gros contrat de l'histoire de la NBA pour un joueur drafté au deuxième tour pour une durée de trois ans. Le 28 décembre 2021, il inscrit son record de points en carrière avec 26 points face aux Cavaliers de Cleveland. Le 8 février 2022, il prend 11 rebonds face aux Rockets de Houston. Il participe au Rising Stars Challenge lors du All-Star Game 2022 dans la team Worthy au côté de Cole Anthony, MarJon Beauchamp, Josh Giddey, Jalen Green, Tyrese Maxey et Jalen Suggs. Le 11 mars 2022, il réalise 8 passes décisives face aux Hornets de Charlotte, un record en carrière. Le 22 mars 2022, il réalise 6 interceptions, son record en carrière lors de la victoire des siens (116 à 108) face aux Lakers de Los Angeles. Lors de sa saison rookie, il dispute 78 matches, dont 69 en tant que titulaire, pour des moyennes par match de 9,5 points, 3,8 rebonds et 2,1 passes décisives. Herbert Jones est nommé dans la NBA All-Rookie Second Team à l'issue de la saison régulière 2021-2022. Il dispute le premier tour des Playoffs 2022 face aux Suns de Phoenix mais les Pelicans s'incline 2 à 4 et sont éliminés.
Le 6 avril 2023, lors du dernier match de la saison régulière 2022-2023 face aux Grizzlies de Memphis, il inscrit 35 points (dont 21 points lors de la première mi-temps), établissant ainsi un nouveau record de points en carrière et en aidant grandement son équipe à remporter le match et à se qualifier pour le Play-In,. Sa saison s'arrête dès le premier match du Play-In 2023 avec une défaite 118 à 123 face au Thunder d'Oklahoma City.
Il prolonge à l'été 2023 avec les Pelicans pour un contrat de 54 millions de dollars sur quatre ans.

## Palmarès

### Université
- Third-team All-American – AP, SN en 2021
- SEC Player of the Year en 2021
- First-team All-SEC en 2021
- SEC Defensive Player of the Year en 2021
- 2× SEC All-Defensive Team en 2020 et 2021

### NBA
- NBA All-Defensive First Team en 2024.
- NBA All-Rookie Second Team en 2022.

## Statistiques
Toutes les statistiques d'Herbert Jones sont les suivantes :

### Universitaires
Les statistiques d'Herbert Jones en matchs universitaires sont les suivantes :
| Saison    | Équipe   | Matchs | Titul. | Min./m | % Tir | % 3pts | % LF | Rbds/m. | Pass/m. | Int/m. | Ctr/m. | Pts/m. |
| --------- | -------- | ------ | ------ | ------ | ----- | ------ | ---- | ------- | ------- | ------ | ------ | ------ |
| 2017-2018 | Alabama  | 35     | 13     | 21,2   | 40,8  | 26,9   | 50,0 | 3,50    | 1,40    | 1,30   | 0,60   | 4,20   |
| 2018-2019 | Alabama  | 34     | 29     | 21,1   | 42,2  | 28,6   | 49,5 | 3,50    | 2,00    | 0,90   | 0,60   | 6,40   |
| 2019-2020 | Alabama  | 27     | 26     | 26,5   | 48,4  | 07,1   | 62,5 | 6,40    | 2,30    | 1,30   | 0,70   | 7,90   |
| 2020-2021 | Alabama  | 33     | 33     | 27,3   | 44,6  | 35,1   | 71,3 | 6,60    | 3,30    | 1,70   | 1,10   | 11,20  |
| Carrière  | Carrière | 129    | 101    | 23,8   | 44,1  | 28,8   | 60,4 | 4,90    | 2,20    | 1,30   | 0,80   | 7,30   |

### Professionnelles

#### Saison régulière
| Saison    | Équipe              | Matchs | Titul. | Min./m | % Tir | % 3pts | % LF | Rbds/m. | Pass/m. | Int/m. | Ctr/m. | Pts/m. |
| --------- | ------------------- | ------ | ------ | ------ | ----- | ------ | ---- | ------- | ------- | ------ | ------ | ------ |
| 2021-2022 | La Nouvelle-Orléans | 78     | 69     | 29,9   | 47,6  | 33,7   | 84,0 | 3,80    | 2,10    | 1,70   | 0,80   | 9,50   |
| 2022-2023 | La Nouvelle-Orléans | 66     | 66     | 29,6   | 46,9  | 33,5   | 76,4 | 4,10    | 2,50    | 1,60   | 0,60   | 9,80   |
| 2023-2024 | La Nouvelle-Orléans | 76     | 76     | 30,5   | 49,8  | 41,8   | 86,7 | 3,60    | 2,60    | 1,40   | 0,80   | 11,00  |
| Carrière  | Carrière            | 220    | 211    | 30,0   | 48,2  | 37,3   | 82,4 | 3,80    | 2,40    | 1,50   | 0,70   | 10,10  |

#### Play-In
| Saison   | Équipe              | Matchs | Titul. | Min./m | % Tir | % 3pts | % LF  | Rbds/m. | Pass/m. | Int/m. | Ctr/m. | Pts/m. |
| -------- | ------------------- | ------ | ------ | ------ | ----- | ------ | ----- | ------- | ------- | ------ | ------ | ------ |
| 2022     | La Nouvelle-Orléans | 2      | 2      | 35,1   | 53,8  | 42,9   | 100,0 | 6,00    | 2,00    | 1,00   | 1,50   | 9,50   |
| 2023     | La Nouvelle-Orléans | 1      | 1      | 39,1   | 43,8  | 20,0   | 83,3  | 5,00    | 5,00    | 1,00   | 1,00   | 20,0   |
| Carrière | Carrière            | 3      | 3      | 36,5   | 48,3  | 33,3   | 87,5  | 5,70    | 3,00    | 1,00   | 1,30   | 13,00  |

#### Playoffs
| Saison   | Équipe              | Matchs | Titul. | Min./m | % Tir | % 3pts | % LF  | Rbds/m. | Pass/m. | Int/m. | Ctr/m. | Pts/m. |
| -------- | ------------------- | ------ | ------ | ------ | ----- | ------ | ----- | ------- | ------- | ------ | ------ | ------ |
| 2022     | La Nouvelle-Orléans | 6      | 6      | 37,7   | 47,7  | 41,7   | 77,3  | 3,30    | 1,80    | 1,80   | 0,80   | 10,70  |
| 2024     | La Nouvelle-Orléans | 4      | 4      | 35,2   | 39,0  | 33,3   | 100,0 | 5,00    | 2,50    | 1,30   | 0,30   | 13,00  |
| Carrière | Carrière            | 10     | 10     | 36,7   | 43,5  | 36,1   | 85,3  | 4,00    | 2,10    | 1,60   | 0,60   | 11,60  |

## Records sur une rencontre en NBA
Les records personnels d'Herbert Jones en NBA sont les suivants, :
| Type de statistique        | Saison régulière | Saison régulière            | Saison régulière | Playoffs | Playoffs                  | Playoffs      |
| Type de statistique        | Record           | Adversaire                  | Date             | Record   | Adversaire                | Date          |
| -------------------------- | ---------------- | --------------------------- | ---------------- | -------- | ------------------------- | ------------- |
| Points                     | 35               | Grizzlies de Memphis        | 5 avril 2023     | 18       | @ Thunder d'Oklahoma City | 24 avril 2024 |
| Paniers marqués            | 11               | Grizzlies de Memphis        | 5 avril 2023     | 6        | @ Thunder d'Oklahoma City | 24 avril 2024 |
| Paniers tentés             | 21               | Grizzlies de Memphis        | 5 avril 2023     | 11       | 2 fois                    | 2 fois        |
| Paniers à 3 points réussis | 5                | 2 fois                      | 2 fois           | 4        | @ Thunder d'Oklahoma City | 24 avril 2024 |
| Paniers à 3 points tentés  | 9                | Celtics de Boston           | 30 mars 2024     | 8        | @ Thunder d'Oklahoma City | 24 avril 2024 |
| Lancers francs réussis     | 9                | 2 fois                      | 2 fois           | 7        | Suns de Phoenix           | 24 avril 2022 |
| Lancers francs tentés      | 10               | @ Bulls de Chicago          | 2 décembre 2023  | 8        | Suns de Phoenix           | 24 avril 2022 |
| Rebonds offensifs          | 6                | @ Timberwolves du Minnesota | 23 octobre 2021  | 3        | @ Suns de Phoenix         | 17 avril 2022 |
| Rebonds défensifs          | 7                | 6 fois                      | 6 fois           | 6        | @ Suns de Phoenix         | 26 avril 2022 |
| Rebonds totaux             | 11               | 2 fois                      | 2 fois           | 7        | 3 fois                    | 3 fois        |
| Passes décisives           | 8                | 3 fois                      | 3 fois           | 4        | 3 fois                    | 3 fois        |
| Interceptions              | 7                | Rockets de Houston          | 22 février 2024  | 4        | Suns de Phoenix           | 28 avril 2022 |
| Contres                    | 4                | Pistons de Détroit          | 2 novembre 2023  | 3        | Suns de Phoenix           | 24 avril 2022 |
| Balles perdues             | 5                | 76ers de Philadelphie       | 29 novembre 2023 | 3        | 4 fois                    | 4 fois        |
| Minutes jouées             | 44               | Grizzlies de Memphis        | 5 avril 2023     | 41       | @ Suns de Phoenix         | 19 avril 2022 |

- Double-double : 1
- Triple-double : 0

Dernière mise à jour : 14 août 2024

## Salaires
| Année       | Équipe                          | Salaire     |
| ----------- | ------------------------------- | ----------- |
| 2021-2022   | Pelicans de La Nouvelle-Orléans | 1 700 000 $ |
| 2022-2023   | Pelicans de La Nouvelle-Orléans | 1 785 000 $ |
| Total Gains | Total Gains                     | 3 485 000 $ |